# Керол (Кантал)
Керол (фр. Cayrols) насеље је и општина у централној Француској у региону Оверња, у департману Кантал која припада префектури Оријак.
По подацима из 2011. године у општини је живело 280 становника, а густина насељености је износила 30,37 становника/km². Општина се простире на површини од 9,22 km². Налази се на средњој надморској висини од 582 метара (максималној 664 m, а минималној 476 m).

## Демографија
| 1962. | 1968. | 1975. | 1982. | 1990. | 1999. | 2011. |
| ----- | ----- | ----- | ----- | ----- | ----- | ----- |
| 274   | 296   | 250   | 229   | 226   | 227   | 280   |

График промене броја становника у току последњих година